# تشارلز ريفيير-هيرار
تشارلز ريفيير-هيرار (بالفرنسية: Charles Rivière Hérard)‏ (و. 1789 – 1850 م) هو سياسي من هايتي .